# 懷特鎮區 (堪薩斯州金曼縣)
懷特鎮區（英語：White Township）為美國堪薩斯州金曼縣轄下的鎮區。2010年美国人口普查中此鎮區人口有391人。

## 地理
懷特鎮區涵蓋總面積為87.0平方（33.58平方英里），其中陸地面積為87.0平方（33.58平方英里），水域面積為0平方（0.00平方英里）或0.00%。海拔高度477（1,565英尺）。

## 人口統計
根據2010年美國人口普查，懷特鎮區人口有391人，其中男性有204人，女性有187人，人口密度為每平方公里4.50人，住房計159戶。鎮區內的白人有382人，非裔美國人有0人，美洲原住民有0人，亞裔美國人有0人，太平洋島裔美國人有0人，其他種族有8人，混血種族則有1人。此外鎮區內有21人為西班牙裔或拉丁裔美國人。此鎮區之年齡中位數為46.6歲，而男性年齡中位數為46.2歲，女性年齡中位數為47.2歲。

## 交通

### 主要公路
- 400號美國國道